# Todbach (Schloitzbach)
Der Todbach, auch Todteichbach (selten: Totbach oder Totteichbach, früher Saubach oder Eberbach) ist ein rechter Zufluss zum Schloitzbach in Tharandt, Sachsen. Der Name erinnert an das Winteraustreiben als heidnischen Brauch, bei dem eine Strohpuppe symbolisch verbrannt bzw. in einem Teich geworfen wurde.

## Verlauf
Der Todbach entspringt südlich der zum Kurort Hartha gehörigen Waldhäuser auf der Gemarkung Tharandt im Nordosten des Tharandter Waldes. Die von der Mündung entfernteste Quelle ist die Lindenhofquelle an der Hirschstange zwischen Schneise 4 und 5 am Nordhang des S-Berges. Im Waldgebiet südöstlich des Hartheberges (405 m), östlich des Ascherhübels (417 m) und nördlich des Glasberges (370 m) nimmt der Bach mit dem Glasborn und Grundbach weitere Quellwasser auf.
Im Oberlauf fließt der Bach mit östlicher Richtung in einer leichten Senke beim Lindenhof durch Kurort Hartha. Danach nimmt der Todbach nordöstliche Richtung, fließt durch den östlichen Teil von Hintergersdorf und bildet auf diesem Abschnitt ein zunehmend tiefer werdendes Tal. Nördlich des Folgengutes beginnt das von der Talmühlenstraße durchzogene Kerbtal des Todbaches. Unterhalb der Talmühle, einem denkmalgeschützten Fachwerkensemble, fließt der Bach mit einem kleineren Wasserfall durch den bewaldeten Ebergrund und verlässt dort die Gemarkung Hintergersdorf.
Der Unterlauf des Todbaches auf der Gemarkung Tharandt verläuft in einer engen Bachschleife mit mehreren aufgelassenen Steinbrüchen nördlich um den Eichhübel (320 m). Der rechtsseitige Gleithang führt um die steile Todteichleite und den Freundsberg; nördlich am Prallhang befinden sich die Anlagen des ehemaligen Kalkwerkes Tharandt. Der unterste Bachabschnitt verläuft südlich um den von Norden zwischen dem Tod- und Schloitzbach hereinragenden Bergsporn Ziegenleite, der seit 1903 auch  Bismarckhöhe genannt wird. Kurz vor der Mündung des Todbaches liegt am rechten Talhang der Koch-Stolln. Nach 3,8 km mündet der Todbach am Tharandter Amtshof in den Schloitzbach.

## Zuflüsse
- Glasborn (l)
- Grundbach mit der Zuleitung des Eulenborn (l)
- Hintergersdorfer Bach (l)

## Geschichte

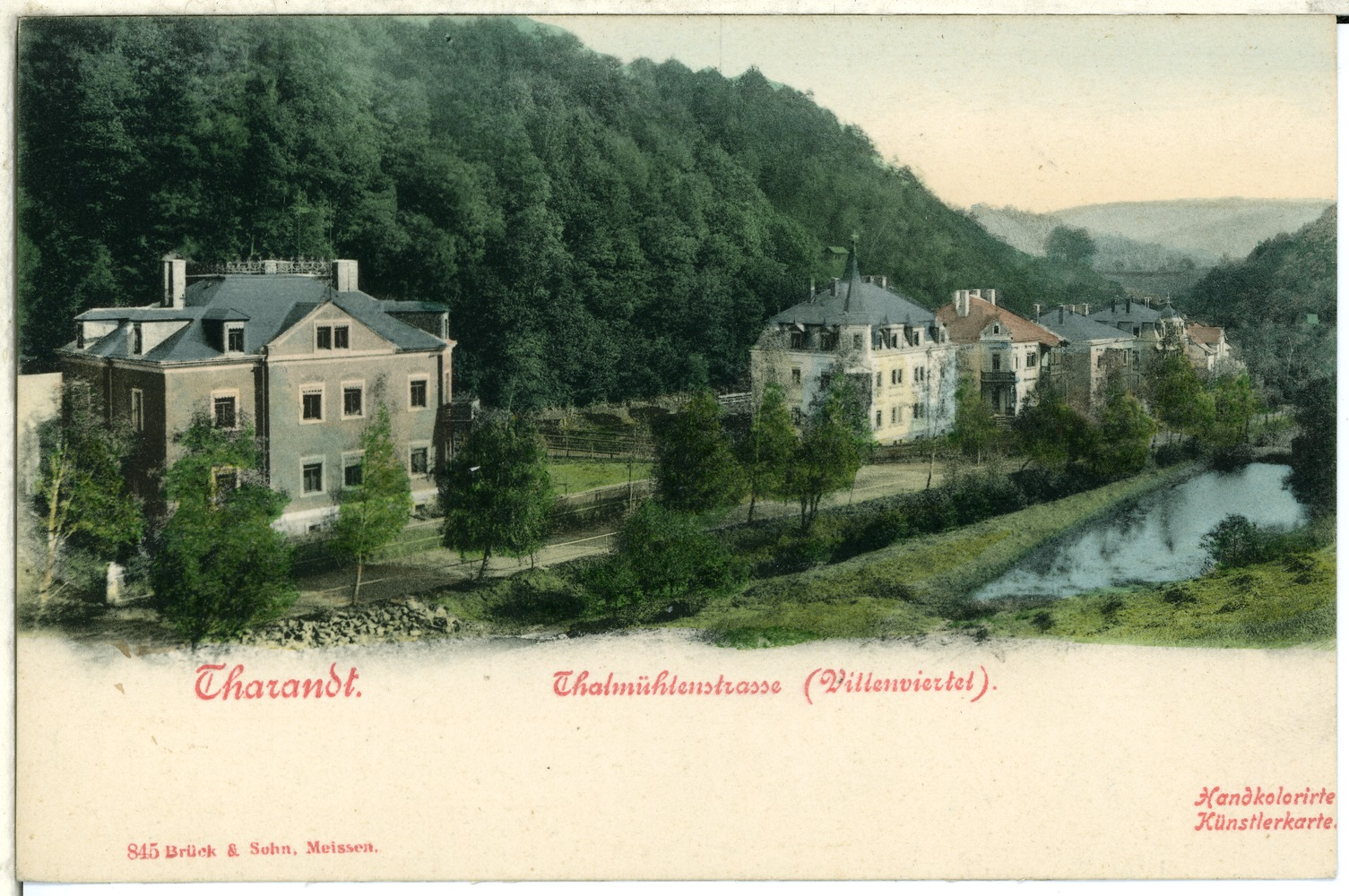
Thalmühlenstraße mit Todbach und Todteich, 1898

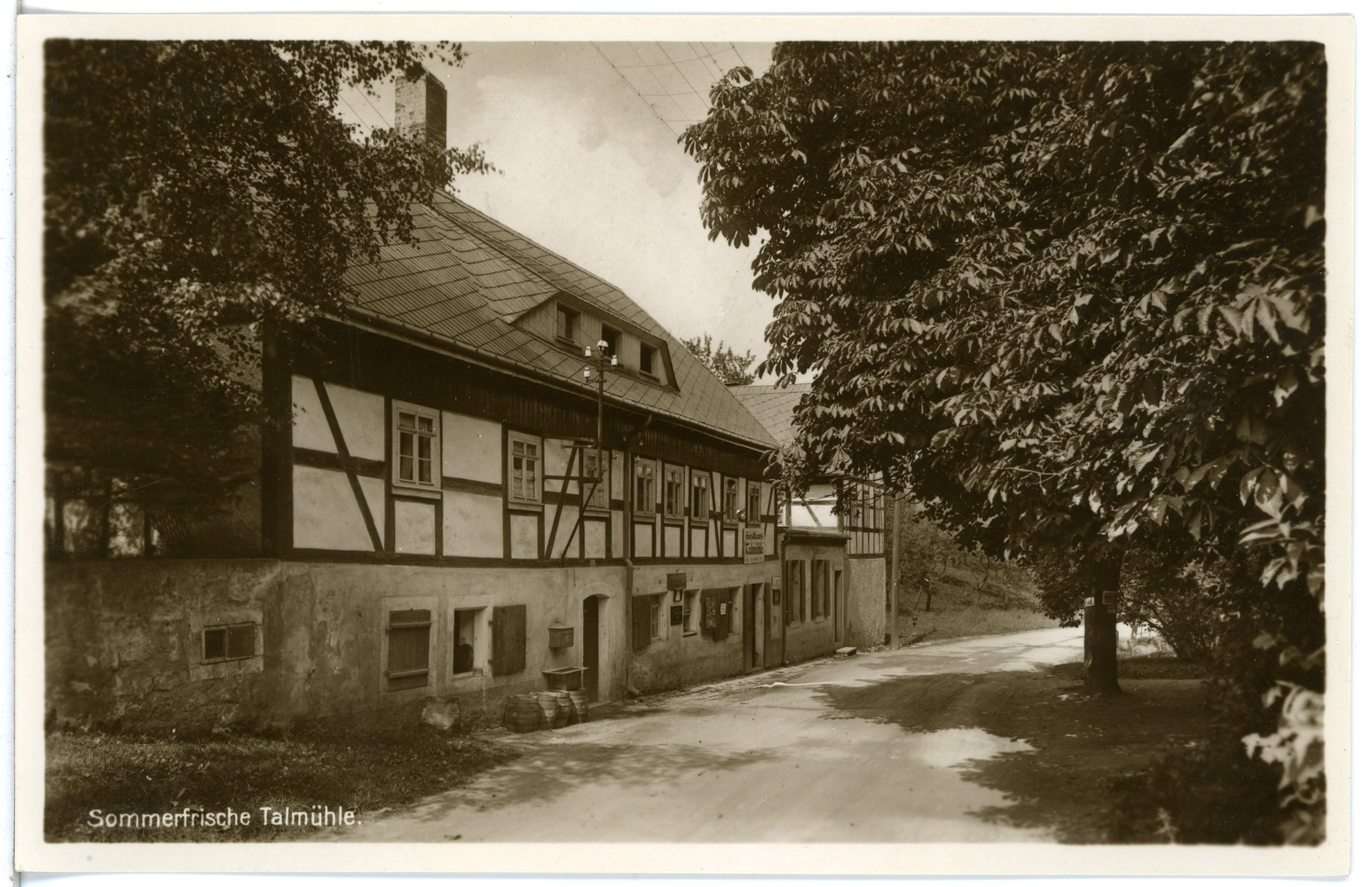
Talmühle, 1928

Die Wasserkraft des Todbaches wurde früher bei Hintergersdorf zum Antrieb der seit 1591 nachweislichen Talmühle (früher Sau- oder Ebermühle) genutzt. Oberhalb der Mühle wurde der Bach im Mühlteich angestaut. Wegen des Entzugs einiger der Quellen des Todbaches erhielten die Hintergersdorfer und Tharandter Mühlenbesitzer 1790 die landesherrliche Konzession zur Ableitung von Wasser aus dem Warnsdorfer Quell und dem Eulenborn über einen Graben zur Verstärkung des Todbaches. Nach der Einstellung des Mühlenbetriebes wurde die Talmühle lange Zeit als Gaststätte genutzt. Unterhalb der Talmühle wurde in dieser Zeit der Todteich angelegt; er diente zum Betrieb der 1818 errichteten Tharandter Obermühle und befand sich zwischen der Talmühlenstraße und dem Winkelweg in Tharandt. In anderen Veröffentlichungen wird der oberhalb der Talmühle gelegene Mühlteich als Todteich gedeutet.
1911 wurde der Eulenborn für die Wasserversorgung von Hartha gefasst, in die ab 1927 auch die Lindenhofquelle für Hintergersdorf (heute Kurort Hartha) einbezogen wurde. An der Lindenhofquelle befindet sich heute eine Kneipp-Anlage.
Am 5. Juli 1958 führte ein schwerer Gewitterregen zu einer Sturzflut des Todbaches, bei der zwei Harthaer Feuerwehrleute durch die Wassermassen des Teichdammbruches oberhalb der Talmühle den Tod fanden. Am 1. Jahrestag der Hochwasserkatastrophe wurde 1959 gegenüber der Talmühle durch die Freiwillige Feuerwehr Kurort Hartha ein Gedenkstein aus rötlichem Granit für die beiden im Einsatz ums Leben gekommenen Kameraden Heinz Reuter und Helmut Simon enthüllt. Im Jahre 2008 wurde der Feuerwehrgedenkstein instand gesetzt und seine Inschrift um den Namen des Tharandter Feuerwehrmannes Werner Otto ergänzt, der 1958 zusammen mit dem Hausmeister der Forsthochschule in den Fluten des Schloitzbaches starb.